# NSG Mechtersheimer Tongruben
NSG Mechtersheimer Tongruben este o arie protejată (arie de protecție specială avifaunistică — SPA) din Germania întinsă pe o suprafață de 33 ha, integral pe uscat.

## Localizare
Centrul sitului NSG Mechtersheimer Tongruben este situat la coordonatele 49°15′52″N 8°25′08″E / 49.2644°N 8.4189°E.

## Înființare
Situl NSG Mechtersheimer Tongruben a fost declarat arie de protecție specială avifaunistică în septembrie 1983 pentru a proteja 38 de specii de animale.

## Biodiversitate
Situată în ecoregiunea continentală, aria protejată nu include niciun habitat protejat.
La baza desemnării sitului se află mai multe specii protejate de  păsări (38): lăcar mare (Acrocephalus arundinaceus), lăcar-de-rogoz (Acrocephalus schoenobaenus), pescăruș albastru (Alcedo atthis), rață fluierătoare (Anas penelope), Anas platyrhynchos platyrhynchos, Anas strepera strepera, Anser albifrons albifrons, gâscă cenușie (Anser anser), gâscă de semănătură (Anser fabalis), Ardea purpurea purpurea, rață-cu-cap-castaniu (Aythya ferina), rața moțată (Aythya fuligula), buhai de baltă (Botaurus stellaris stellaris), fugaci mic (Calidris minuta), Charadrius dubius curonicus, chirighiță neagră (Chlidonias niger), erete de stuf (Circus aeruginosus), ciocănitoarea de stejar (Dendrocopos medius), egretă albă (Egretta alba), egretă mică (Egretta garzetta), Fulica atra atra, frunzăriță galbenă (Hippolais icterina), Ixobrychus minutus minutus, sfrâncioc roșiatic (Lanius collurio), pescăruș argintiu (Larus cachinnans), pescăruș râzător (Larus ridibundus), grelușel-de-zăvoi (Locustella luscinioides), Luscinia svecica cyanecula, Melanitta fusca fusca, ferestraș mic (Mergus albellus), gaia neagră (Milvus migrans), Phalacrocorax carbo sinensis, ploier auriu (Pluvialis apricaria), Rallus aquaticus aquaticus, pițigoi-pungar (Remiz pendulinus), chiră de baltă (Sterna hirundo), fluierar de mlaștină (Tringa glareola), nagâț (Vanellus vanellus).